# 트리플 엑스 리턴즈
《트리플 엑스 리턴즈》(영어: xXx: The Return of Xander Cage)은 2017년 공개된 미국의 액션 영화로, 2002년 영화 트리플 엑스와 2005년 영화 《트리플 엑스 2: 넥스트 레벨》의 속편이다. D. J. 카루소 감독이 새로이 메가폰을 잡으며, 빈 디젤, 견자단, 디피카 파두콘, 크리스 우, 루비 로즈, 토니 자, 니나 도브레브, 토니 콜렛, 새뮤얼 L. 잭슨이 출연한다.

## 줄거리
은퇴한 익스트림 스포츠 선수이자 xXx 요원이었던 젠더 케이지는 위장 사망 후 도미니카 공화국에서 은둔 생활을 한다. 그러던 중, 인공위성을 무기처럼 사용하는 '판도라의 상자'라는 장치가 테러리스트 집단에 의해 탈취당하자 CIA는 케이지를 다시 불러들인다. 
케이지는 옛 동료들을 모아 팀을 꾸려 장치를 되찾기 위한 작전에 돌입한다. 조사 과정에서 케이지는 또 다른 xXx 요원인 시앙과 그의 팀이 장치를 훔친 이유가 악용을 막기 위한 것이었음을 알게 된다. 하지만 곧, 시앙의 팀원 중 한 명인 세레나가 배신하고 장치를 파괴하면서 상황은 복잡해진다. 알고 보니 파괴된 것은 가짜였고, 실제 '판도라의 상자'는 CIA 국장이 소유하고 있었다. 
케이지와 시앙은 어쩔 수 없이 협력하여 CIA 국장을 막으려 하지만, 국장은 제거되고 그 배후에 CIA 요원인 마크가 있음이 드러난다. 마크는 장치를 독차지하려 하고, 케이지와 그의 팀을 제거하려 하지만 실패한다. 케이지와 시앙은 함께 마크를 막고, 인공위성을 이용한 공격을 저지하기 위해 고군분투한다. 결국 케이지는 마지막 순간 위협을 제거하고 장치를 파괴한다.
이후 케이지는 죽은 줄 알았던 xXx 프로그램 창설자 깁슨을 만나게 된다. 깁슨은 자신의 죽음을 위장하고 프로그램을 재건하고 있었고, 케이지는 다시 요원으로 활동하기로 결정한다.

## 출연
- 빈 디젤 - 잰더 케이지 / 트리플 엑스
- 견자단 - 샹
- 디피카 파두콘 - 세레나 엉거
- 우이판 - 니키 "닉스" 저우 / 후드
- 루비 로즈 - 아델 울프
- 로리 매캔 - 테니슨 토치
- 토니 자 - 탤런
- 마이클 비스핑 - 호크
- 니나 도브레브 - 베키 클리리지
- 토니 콜렛 - 제인 마크
- 새뮤얼 L. 잭슨 - 오거스터스 기번스
- 니키 잼 - 라저러스
- 앨 서피엔자 - 앤더슨 CIA 국장
- 허마이어니 코필드 - 에인즐리
- 토니 곤잘러스 - 폴 도너번
- 아리아드나 구티에레스 - 롤라
- 숀 로버츠 - 조너스
- 아이스 큐브 - 데리어스 스톤
- 네이마르 주니오르 - 본인